# Щралзунд
Щралзунд (на немски: Stralsund) е град в Северна Германия, разположен на Балтийско море. Градът е важен административен, търговски и туристически център. Към 31 декември 2011 година населението на града е 57 862 души.

## История
Селище на мястото на Щралзунд съществува от 1200 г., което има за цел пренасянето на стоки и пътници до остров Рюген. Градът е създаден през 1234 г., когато славянското село е превзето от Свещената Римска империя. Присъединява се към Ханзата през 1293 г. Заедно с Висмар е един от централните вендски градове. С пренасянето на стоки по море Щралзунд става важен град в Ханзата. Щралзундските кораби пренасят стоки от Англия, Норвегия, Ливония, Португалия, Испания, Франция. През XIV век Щралзунд процъфтява, което е видно и по построените тогава сгради – сред които и църквата св. Николай, която е първата църква комбинираща готическия стил с традиционната северногерманска архитектура. По време на Тридесетгодишната война (1618 – 1648 г.) градът е неуспешно обсаден от Свещената Римска империя под командването на Албрехт фон Валенщайн. Според мирният договор от 1648 г. Щралзунд става шведска територия. Поради разположението си на немския бряг на Балтийско море градът става важен защитен и административен център на Швеция. През 1807 г. е окупиран от Франция, а през 1814 г. от Дания. През 1815 г. по силата на Виенския конгрес Щралзунд преминава към Прусия. През 1863 г. градът е свързан с железопътната мрежа на Прусия. Това спомага за това градът да се етаблира като важно експортно пристанище. В Щралзунд е разположена и основната част от пруските морски сили. По време на Втората световна война претърпява големи разрушения, но кметството и катедралите остават непокътнати. Много от старите къщи са възстановени след войната в традиционния архитектурен стил. От 1945 г. Щралзунд попада в окупационната зона на СССР, а от 1949 г. става част от Германската Демократична Република. През 2002 г. центърът на града е добавен към списъкът на Световното културно наследство на ЮНЕСКО. Под закрилата на ЮНЕСКО попадат 812 сгради в центъра на града. Пристанището и корабостроителницата са разширени след Втората световна война и отново през 1990-те, след обединението на Германия.

## Население
- 1815: 15 000
- 1900: 32 000
- 2004: 58 847

### Структура на населението
- мъже: 48%
- жени: 52%
- под 18-годишни: 13,6%
- между 18- и 24-годишни: 10,7%
- между 25- и 34-годишни: 11,8%
- между 35- и 44-годишни: 15,0%
- между 45- и 59-годишни: 19,6%
- между 60- и 64-годишни: 7,2%
- над 64-годишни: 22,1%
- чужденци: 1,7%

## Управление
Щралзунд има градски парламент с 43 депутата. На изборите през 2004 г. най-много гласове печелят християндемократите, следвани от левите.

## Икономика
Основните промишлености са метало- и дървообработка, следвани от пивоварство и бутилираща промишленост. Риболовът също е съществена част от локалната икономика.

## Образование и наука
В Щралзунд има университет по приложни науки, основан през 1991 г.

## Личности
Родени
- Надя Ул (р. 1972), германска киноактриса